# Sverigepucken
Sverigepucken var en ungdomsturnering i ishockey för ungdomar. Deltagarna var B-pojkar (14-åringar), och turneringen spelades under en enda helg i mars månad. 
Precis som i TV-pucken har även flickor deltagit ibland.

## Vinnare (ännu ej komplett lista)
| År   | Spelplats | Segrare       | Källor      |
| ---- | --------- | ------------- | ----------- |
| 1993 | ?         | Skåne         | [ 2 ] [ 4 ] |
| 1994 | Stockholm | Stockholm     | [ 2 ] [ 4 ] |
| 1995 | Stockholm | Västerbotten  | [ 4 ]       |
| 1996 | Stockholm | Stockholm Vit | [ 4 ]       |
| 1997 | Sundsvall | ?             | [ 4 ]       |
| 1998 | Timrå     | Norrbotten    | ?           |
| 1999 | Sundsvall | Stockholm     | [ 5 ]       |
| 2000 | ?         | ?             | ?           |
| 2001 | Glimåkra  | Småland       | [ 6 ]       |
| 2002 | Gotland   | Södermanland  | ?           |
| 2003 | ?         | Norrbotten    | [ 7 ]       |

### Fotnoter
1. ↑  Jonatan Lindquist (30 december 2012). ”I kväll hissas stjärnans tröja i hemmaarenan”. Expressen. http://www.expressen.se/sport/hockey/elitserien/i-kvall-hissas-stjarnans-troja-i-hemmaarenan/. Läst 1 november 2013.
2. 1 2 3  Norlin, Arne. Hockey - de tuffa lirarnas spel. Rabén & Sjögren
3. ↑  ”Lika bra som killar – ändå petas de”. Sportbladet. 22 februari 2001. http://wwwc.aftonbladet.se/sport/0102/22/granskar.html. Läst 1 november 2013.
4. 1 2 3 4 5   (på svenska)Hockey (CEWE) (3, 4). 1995.
5. ↑  Thommy Sjöberg. ”Ishockeyungdom — Från Zinken till Bergsundsstrand”. Blaskan. Arkiverad från originalet den 3 november 2013. https://web.archive.org/web/20131103082903/http://www.blaskan.nu/Blaskan/Nummer24/Thommy_Sjoberg/ishockey_ungdom_zinken_bergsundsstrand.html. Läst 1 november 2013.
6. ↑  Magnus Landgren (26 februari 2013). ”Skånes hockeytalanger trea i Sverigepucken”. Kristianstadsbladet. Arkiverad från originalet den 3 november 2013. https://web.archive.org/web/20131103070010/http://www.kristianstadsbladet.se/sport/article774953/Skaringnes-hockeytalanger-trea-i-Sverigepucken.html. Läst 1 november 2013.
7. ↑  ”Sverigepucken 2003”. MAIF Hockey. Arkiverad från originalet den 2 november 2013. https://web.archive.org/web/20131102161404/http://www.maifhockey.se/diverse/sverigepucken2003/sverigepucken.htm. Läst 1 november 2013.